# Rakire
 (octobre 2012).
Pour plus de détails, voir Fiche technique et Distribution.
Rakire est un court métrage d'animation Burkinabè de 1998, réalisé par Christian Coppin, Jacques Faton, Michel Castelain, Patrick Theunen.

## Synopsis
Des artistes burkinabés de Ouagadougou participent à un atelier de réalisation de film d’animation. Ils créent chacun une animation sur le thème de la parenté à plaisanterie.

## Fiche technique
- Realisateurs:  Christian Coppin, Jacques Faton, Michel Castelain, Patrick Theunen
- Production: Atelier Graphoui

## Concept
Le Rakire, parenté à plaisanterie considérée comme un calmant des tensions au sein des communautés africaines; et le maintien de la cohésion sociale et du vivre ensemble,. 